# Hippolyte Hanry
Hippolyte Hanry (Le Luc, departamento Var, 1807 - 1893) fue un botánico y taxónomo francés. Realizó extensas expediciones botánicas por su país y en Italia, y recolectó para el herbario Duval-Jouve

## Algunas publicaciones
- 1853. Prodrome d'histoire naturelle du département du Var. Draguignan, Garcin, 490 p. — Botanique par Hanry, 264 p.

- 1862. Mercurialis Huetii (Bull. Soc.d' études scient, de Draguignan, p. 252-254) - treatise on the species Mercurialis huetii.

- 1867. Cryptogamie. Catalogue des Mousses et Hépatiques de Provence. Aix, Remondet-Aubin, 22 p. - Cryptogams, catalog on mosses and hepatics of Provence.[3]

## Honores

### Eponimia
- (Asteraceae) Acosta hanryi (Jord.) Holub[4]

- (Caryophyllaceae) Dianthus × hanryi Burnat[5]

- (Papaveraceae) Fumaria hanryi A.Camus[6]

- (Rosaceae) Rubus hanryi Gand.[7]

- (Rubiaceae) Galium hanryi F.W.Schultz[8]